# Гуренское сельское поселение
Гуре́нское сельское поселение — муниципальное образование в составе Белохолуницкого района Кировской области России.
Центр — деревня Гуренки.

## История
Гуренское сельское поселение образовано 1 января 2006 года согласно Закону Кировской области от 07.12.2004 № 284-ЗО.

## Население
| 2010 | 2012 | 2013 | 2014 | 2015 | 2016 | 2017 |
| ---- | ---- | ---- | ---- | ---- | ---- | ---- |
| 288  | ↘273 | ↘271 | ↘261 | ↘246 | ↘233 | ↘226 |
| 2018 | 2019 | 2020 | 2021 |      |      |      |
| ↘218 | ↘187 | ↗188 | ↗234 |      |      |      |

## Состав
В состав сельского поселения входят 4 населённых пункта (население, 2010):
- деревня Гуренки — 278 чел.;
- деревня Гончарово — 1 чел.;
- село Пантыл — 9 чел.;
- деревня Подгорное — 0 чел.